# Mike Venaani
Mike Rapuikua Venaani (nacido el 13 de septiembre de 1950) es un político y agricultor de Namibia que ha representado al Movimiento Democrático Popular en la Asamblea Nacional de Namibia desde junio de 2022. Es el padre del líder del partido McHenry Venaani.

## Primeros años y carrera
Venaani nació el 13 de septiembre de 1950 en Okatjoruu, África del Sudoeste. Asistió al Colegio de Formación Augustineum. Ha trabajado como agricultor y ha estado involucrado en política desde 1969. Venaani anteriormente se desempeñó como Secretario General de la Alianza Democrática Turnhalle, que luego pasó a llamarse Movimiento Democrático Popular, del cual su hijo, McHenry, es actualmente líder del partido.

## Carrera parlamentaria
Venaani se presentó como candidato a la Asamblea Nacional en la lista del PDM en las elecciones generales de 2019 y fue elegido para un escaño en la Asamblea Nacional. Sin embargo, después de las elecciones, el PDM modificó su lista de candidatos nominados a la Asamblea Nacional y destituyó a Venaani y a otros cinco candidatos. Charmaine Tjirare e Hidipo Hamata, que también fueron eliminados de la lista del partido, acudieron posteriormente al Tribunal Electoral para que se declarara inválida la lista enmendada y para que prestaran juramento como diputados; el tribunal falló a su favor el 13 de julio de 2020, dictaminando que los partidos políticos no pueden modificar sus listas de candidatos después de las elecciones y antes de que los candidatos presten juramento como miembros de la Asamblea Nacional.
El PDM y la Comisión Electoral apelaron la sentencia ante el Tribunal Supremo y perdieron el 30 de mayo de 2022 después de que el tribunal desestimara sus apelaciones. El tribunal ordenó a los seis diputados del PDM, que fueron añadidos a la lista enmendada, que dejaran vacantes sus escaños en la Asamblea Nacional inmediatamente para que Venaani y los otros cinco miembros del PDM que fueron debidamente elegidos en las elecciones prestaran juramento. Venaani y los otros cinco miembros del PDM prestaron juramento como diputados el 6 de junio de 2022. En marzo de 2023, se reveló que Venaani y los otros cinco diputados escribieron una carta a la secretaria de la Asamblea Nacional, Lydia Kandetu, el 14 de febrero de 2023, exigiendo que recibieran pagos atrasados]] de la Asamblea Nacional con fecha retroactiva al 20 de marzo de 2020, cuando la actual Asamblea Nacional fue convocada, así como los ingresos por pensiones que fueron deducidos de sus predecesores.

## Vida personal
Venaani estuvo casado con Lydia hasta su muerte en 2004.